# Civitas Tungrorum

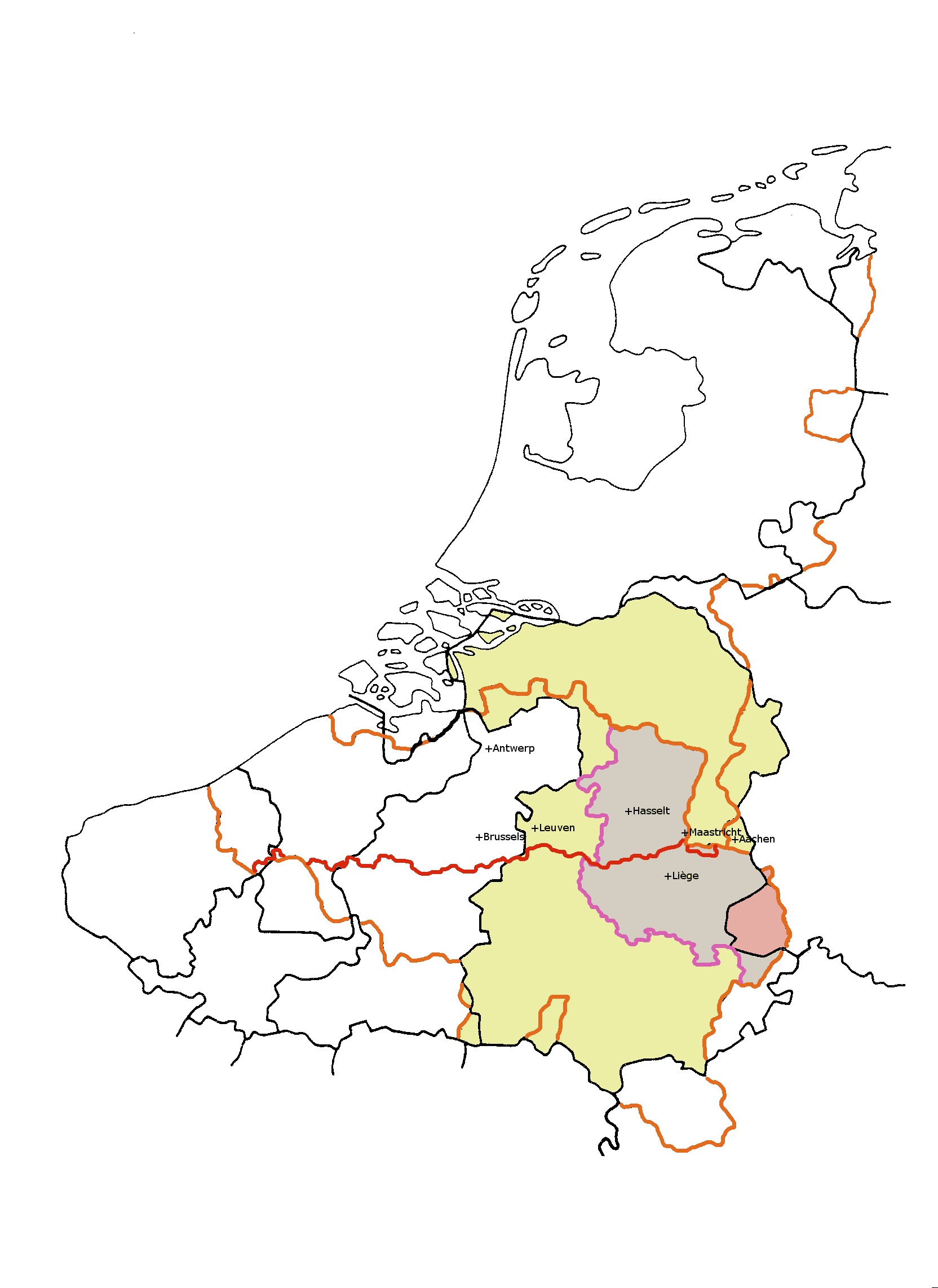
Questa mappa mostra la vecchia Diocesi di Liegi (in giallo) che si è evoluta dal Civitas Tungrorum e probabilmente aveva confini simili. Vengono inoltre mostrate le moderne province belghe di Liegi e Limburgo. Il confine rosso che li separa è la frontiera della lingua moderna tra olandese e francese. Le linee arancioni sono moderne frontiere nazionali.

Il Civitas Tungrorum era un grande distretto amministrativo romano che domina quello che oggi è il Belgio orientale e il sud dei Paesi Bassi. Nei primi tempi dell'Impero Romano si trovava nella provincia della Gallia Belgica, ma in seguito si unì ai vicini distretti di confine del Reno inferiore, nella provincia di Germania Inferiore. La sua capitale era Atuatuca Tungrorum, che è moderna Tongeren.
Come molti distretti amministrativi romani, questo prese il nome dal gruppo tribale che viveva lì, i Tungri, anche se in questo caso  "Tungri" non è un nome conosciuto nell'area prima che diventasse parte dell'Impero Romano.

## Posizione
L'esatta definizione della civitas corrispondeva probabilmente all'incirca alla zona della grande diocesi cattolica medievale di Liegi, che fu ridotta nel 1559. In termini moderni questa grande diocesi conteneva approssimativamente le province belghe del Limburgo, Liegi, Namur e parte di Lussemburgo; e le province olandesi di Limburgo e del Brabante Settentrionale.
Molte diocesi del primo medioevo erano basate su antiche province romane. E si sa che questa diocesi si considerava la diocesi del Civitas Tungrorum. Tuttavia, in questo caso sussistono dubbi sui confini esatti a causa del fatto che la parte settentrionale della civitas era per lungo tempo franco pagana, e al di fuori dell'influenza romana o cattolica. Edith Wightman, considerando la questione delle posizioni delle tribù originariamente incontrate da Caesar, giunge a dire che questa regione "ebbe la situazione politica meno stabile di qualsiasi altra all'interno di Belgica, e dal momento che il modello fu ripetuto nel Medioevo, i confini vescovili non sono di aiuto".
In termini moderni, la regione copriva tutto o la maggior parte del Belgio orientale. La parte meridionale è generalmente trattata come se avesse gli stessi confini della diocesi successiva.
- Est-sud-est il territorio apparentemente si estendeva fino all'Eifel della Germania moderna, vicino a Prüm e Bitburg, che comprendeva il territorio della tribù dei Caeroesi.
- Sud-sud-est, la diocesi si estendeva nella parte settentrionale del Lussemburgo moderno e confinava con la civitas dei Treveri in Gallia Belgica, che aveva la sua capitale a Treviri.
- Nel sud, si estendeva nelle Ardenne fino al confine moderno con la Francia. Oltre questo confine c'era la civitas dei Remi, con la loro capitale romana a Reims, all'interno della Gallia Belgica.
- Nel sud-ovest e nell'ovest, la civitas vicina era quella dei Nervi, che si estendeva attraverso il Belgio centrale e aveva la sua capitale romana a Bavay, nel nord della Francia. In epoca medievale il loro territorio corrispondeva all'incirca all'arcidiocesi cattolica di Cambrai, che un tempo si estendeva fino a nord di Anversa.
- A ovest, la civitas e la sua successiva diocesi si estendevano verso il fiume Dijle, e quindi la Schelda in cui scorre, ma potrebbe non aver raggiunto questo limite in tutte le aree. Ad esempio, probabilmente includeva Namur, e forse anche Lovanio (che era nella diocesi), ma probabilmente non includeva Anversa (che non era nella diocesi medievale).

C'è meno certezza circa i confini della civitas a nord e ad est, dove i pagani franchi si insediarono tra i tempi di San Servazio e Lamberto di Maastricht, portando a un possibile sconvolgimento dei distretti amministrativi.
- A nordovest e nord, dove l'antica Schelda correva attraverso lo Striene per svuotare nella Mosa, i Menapi avevano vissuto durante l'epoca di Cesare. La loro civitas romana sembra essersi conclusa vicino alla Striene-Scheldt, e al loro posto c'erano forse nuove tribù come i Frisiavoni, i Marsacii, gli Sturii, i Canninefati e i Batavi. I Batavi avevano la loro civitas all'interno della Germania Inferiore. Quindi non è chiaro se il Civitas Tungrorum abbia raggiunto il Mare del Nord, né se abbia raggiunto il vecchio delta della Mosa, come fece la successiva diocesi di Liegi. Ma è probabile, in ogni caso, che la civitas abbia raggiunto la moderna provincia olandese del Brabante Settentrionale[4].
- A nord-est sembra che il distretto di Tungri abbia raggiunto la parte settentrionale della provincia olandese del Limburgo, dove si trovavano i distretti del Pagus Vellaus e del Pagus Catualinus. In alcuni punti potrebbe persino essersi allungato sopra la Mosa. D'altra parte, in questa direzione, si trovano anche la Civitas Traianensis, abitata dai Cugerni, e apparentemente anche i Betasii, che potrebbero essersi estesi anche in questa stessa regione dei Paesi Bassi moderni[5].
- Direttamente a est, le proposte si differenziano per il confine con la provincia dell'Ubii, della Colonia Aggripensis, con la sua capitale a Colonia. A volte viene suggerito che anche la parte meridionale del Limburgo olandese debba essere stata nella civitas[6]. Ma sembra che i Sunuci fossero nella provincia di Colonia, e che vivessero in zone come Valkenburg, Voeren e Aquisgrana, che più tardi si trovavano nella diocesi della chiesa di Liegi. Quindi è stato proposto che il fiume Mosa fosse il confine e forse anche Maastricht non era incluso[7]. Una proposta è che la civitas conquistò il territorio nel Limburgo olandese già durante la tarda epoca romana, ad esempio quando la Germania Inferiore fu riorganizzata in Germania Secunda[1].

## Geografia
Il territorio del Tungri è diviso in tre aree geografiche distinte.
- Il nord è una vasta area sabbiosa conosciuta oggi come Campine (in olandese De Kempen). Non era molto fertile, o fortemente popolato. Contiene aree paludose e l'acqua scorre in parte verso lo Schelda a ovest e in parte verso la Mosa. In latino questa zona divenne nota come Toxandria, ma in epoca tardo romana divenne quasi vuota degli abitanti romanizzati, e fu colonizzata dai Franchi in arrivo.
- Una banda al centro della civitas è collinosa, suolo loess. Questo contiene le regioni moderne conosciute come Hesbaye, Hageland e Condroz. Storicamente è sempre stato più fertile e più popolato. Fu qui che la civiltà romana resistette alle invasioni del tardo impero, ed è quindi qui che la frontiera era posta tra le lingue germaniche e le lingue romanze, la stessa di oggi. (Alcuni sostengono che questo modello fosse già stato fissato prima di Cesare, originariamente un confine tra le lingue germaniche e celtiche)[9].
- Il sud della civitas è più pesantemente boscoso e collinoso e si confonde con il confine naturale delle Ardenne.

## Origini:i Tungri
Per quanto riguarda i Tungri, il nome appare per la prima volta solo quando quest'area fa parte dell'impero romano. Alcuni autori credono che rappresenti un nome usato dai nuovi immigrati provenienti dal lato orientale del Reno. D'altra parte, Tacito li ha equiparati allo stesso gruppo di tribù che erano stati conosciuti come i Germani e che avevano vissuto nella zona al tempo delle Guerre Galliche di Giulio Cesare, e che erano stati descritti da lui nel suo famoso Commentario. Tacito sosteneva che "Tungri" non era il loro nome originale:
(Tacito, Germania)
Le tribù dei Germani che Cesare aveva precedentemente chiamato in questa regione erano gli Eburoni, i Condrusi, i Paemani (o Caemani), i Caeroesi e i Segni. La più grande e importante tribù erano gli Eburoni, ed è loro che sembra aver dominato tutti o la maggior parte dei moderni Limburgo belgi e olandesi, con un territorio che probabilmente copre tutta o la parte settentrionale della Campine (in olandese De Kempen). questa regione e si estende nelle regioni limitrofe dei Paesi Bassi, della Vallonia e della Germania. Si pensa che le altre tribù abbiano vissuto più a sud, in quella che è oggi la Vallonia, o appena oltre il confine in Germania - i Condrusi nel moderno Condroz, vicino a Segni, e i Caeroesi nella regione forestale dell'Eifel in Germania.
Il termine Germani per queste tribù richiede una spiegazione per evitare confusione. Cesare si riferì anche ad altre tribù che vivevano nell'est del Reno come Germani, e chiamò quella regione Germania, considerandola la loro patria. Potrebbe essere stato il primo a estendere il termine in questo modo, che ora ha influenzato molte lingue moderne. Quindi distinse i Germani nella zona del Belgio come "Germani cisrenani" e trattò gli altri "Germani" come quelli che vivevano nella loro vera patria, che alcuni geografi romani vennero a chiamare Magna Germania.
Indipendentemente dal fatto che nessuno dei Germani belgi parlassero una lingua germanica in senso moderno è incerto. I nomi dei loro leader e delle loro tribù sembrano per la maggior parte avere origini celtiche, il che è in realtà anche vero per le tribù vicine del Reno in "Germania" in quel momento, come i Tencteri e gli Usipeti. D'altra parte, l'analisi del nome del luogo sembra mostrare che una lingua germanica veniva parlata in questa regione dal II secolo a.C., e ci sono anche segni di una lingua di substrato più vecchia nella regione del Belgio (vedi Nordwestblock). Quindi il celtico, anche se culturalmente influente, potrebbe non essere mai stato la lingua principale della zona.
Oltre ai Germani, anche gli Atuatuci vivevano probabilmente in quella che sarebbe diventata la Civitas Tungrorum. Cesare li trattava come un popolo distinto dai Germani sebbene i loro antenati fossero anche nell'est, perché discendevano dai resti dei Cimbri. Dato che avevano un forte sulla grande collina, e il loro nome potrebbe anche significare "gente forte" si pensa che gli Aduatuci vivessero nella collinosa Vallonia, forse vicino a Namur. Ambiorix, uno dei due re degli Eburoni, si lamentò con Cesare di dover rendere omaggio agli Aduatuci, e che suo figlio e suo nipote erano tenuti schiavi in schiavitù da loro. Ma una volta in rivolta contro i Romani, cavalcò prima verso gli Aduatuci, e poi verso i Nervi, alla ricerca di alleati.
Gli Aduatuci e i Germani (in senso stretto) parteciparono a un'alleanza delle tribù belghe contro Cesare nel 57 a.C. Prima di quella battaglia, le informazioni provenienti dai Remi, una tribù alleata con Roma, affermavano che i Germani (i Condrusi, gli Eburoni, i Caeraesi ei Paemani, ma non i Segni) avevano promesso collettivamente, pensavano, circa 40.000 uomini. Gli Aduatuci avevano promesso 19.000. Nel 54 a.C., dopo la sconfitta di questa alleanza nella battaglia del Sabi, gli Eburoni e gli Aduatuci si ribellarono di nuovo in alleanza con le tribù galliche a sud e ovest, i Treveri e Nervi.
La capitale degli Eburoni è chiamata da Cesare come Aduatuca. È possibile che questo sia lo stesso posto del moderno Tongeren (Latino Aduatuca Tungrorum), con la differenza che il termine può semplicemente significare "fortificazione". Una delle ragioni del dubbio è che Cesare sembra indicare che Aduatuca era vicino al centro del territorio degli Eburoni, e che la parte principale di questo territorio si trova tra la Mosa ed il Reno, mentre Tongeren si trova interamente a ovest della Mosa.
Dopo qualche successo iniziale, la rivolta contro Cesare fallì e conquistò l'area. Dichiara di aver tentato di annientare "la razza e il nome dello stato degli Eburoni", per il loro "crimine" che ha innescato la rivolta, di aver ucciso i suoi luogotenenti Quinto Titurio Sabino e Lucio Aurunio Cotta quando avevano chiesto di essere alloggiati tra gli Eburoni per l'inverno durante un anno con cattivi raccolti. Ambiorix fuggì nelle Ardenne, con un cavallo. Molti altri fuggirono verso le foreste, le paludi e le isole di marea della costa.
L'altro re degli Eburoni, Cativolco, si uccise "con il tasso, di cui c'è una grande abbondanza in Gallia e in Germania". Il nome "Eburoni" (come altri nomi tribali simili sui Celti in Europa) si basa sulla parola celtica per l'albero di tasso, e questo potrebbe anche essere vero per i Toxandri successivi.

## Impero Romano
Sotto i Romani, ad esempio al tempo di Augusto, la civitas di Tungri fu inizialmente considerata parte di Gallia Belgica. Più tardi, probabilmente ai tempi di Diocleziano, si separò, lontano dai loro vicini belgi ad ovest, i Menapi e Nervi, per unirsi ai territori che si trovavano lungo il confine militaresco del Reno e diventare parte della Germania Inferiore "Bassa Germania", e ancora più tardi questo fu riorganizzato per diventare Germania Secunda. Molti dei gruppi tribali che abitavano la sponda occidentale del Reno erano dominati dagli immigrati dalla sponda orientale. A nord del Tungri, nel delta del Reno-Mosa-Schelda nei Paesi Bassi moderni c'erano i Batavi e i Frisiavoni e forse ancora alcuni dei Menapi che erano stati lì all'epoca di Cesare. A nord-est, nella curva del Reno, c'erano i Cugerni, che probabilmente discendevano da una divisione dei Sicambri, e probabilmente anche dai Betasii. Ad est dei Tungri c'erano i Sunici e sul Reno gli Ubi, la cui città era Colonia, la capitale della provincia. I Tungri, insieme a molti degli stati tribali di Germania Inferiore, parteciparono alla rivolta dei Batavi.
Tongeren era una città importante su numerose rotte romane est-ovest tra cui Amiens-Bavay-Tongeren-Maastricht-Heerlen-Colonia, che era una rotta molto importante, e Boulogne-Courtrai-Tienen-Tongeren, che correva a sud del moderna strada principale che porta a Tienen-Sint-Truiden-Borgloon-Tongeren, attraverso i villaggi di Overhespen, Helshoven e Bommershoven. Le aree più fertili a sud di queste strade erano più popolate e più completamente romanizzate. Nel nord sabbioso della Civitas, la cosiddetta Campine (in olandese De Kempen) era meno fertile e meno popolata.
All'interno della civitas Tungrorum, alcune informazioni sopravvivono su sotto-distretti (pagi), ognuno con apparenti nomi tribali. La maggior parte di queste informazioni proviene da documenti militari, riguardanti unità reclutate da tali aree. La civitas aveva almeno tre alae e quattro coorti che portavano il suo nome, due delle quali erano a lungo stanziate nell'Inghilterra settentrionale, vicino al Vallo di Adriano, dove loro e altre unità germaniche furono spostate dopo la rivolta batava.
- La prima coorte è conosciuta da una decina di registri diversi, per lo più collegati alla zona di confine scozzese, in particolare a Vindolanda[24].
- La seconda coorte è nota da due iscrizioni, una in Birrens (la Blatobulgium romana) e una in Castlesteads, entrambe vicine al confine scozzese[25].

Il nome di uno dei gruppi tribali dei Germani è sopravvissuto dai tempi di Cesare fino ad oggi, i Condrusi, che vivevano nel Condroz della Vallonia. Un altro sopravvissuto in epoca medievale, i Caerosi che vivevano nella foresta Eifel appena oltre il confine nella moderna Germania.
Un nuovo nome in epoca romana è Toxandria il distretto dei Toxandri, che sembra essere stato nella gran parte della civitas che contiene la regione sabbiosa della Campine nel nord, ma forse si sovrappone nel paese dei Nervi, perché anche alcuni Toxandri appaiono in coorti della civitas nerviana ad ovest. Come per i Tungri più in generale, il cui nome compare anche per la prima volta sotto i Romani, o questa era una nuova tribù germanica che entra nella regione, o in alternativa è stato suggerito che potrebbe essere una traduzione latina del nome Eburones, il cui nome era stato annientato da Cesare. Entrambi i nomi si riferiscono apparentemente all'albero del tasso (taxus in latino).
Il pagus Catualinus apparentemente esisteva in o vicino a Heel sulla Mosa, che corrisponde a Catvalium nella mappa di Tabula Peutingeriana. Il nome sembra essere linguisticamente celtico.
Il pagus Vellaus è associato al nome della foresta di Veluwe nei Paesi Bassi. Alcuni soldati di questo pagus eressero un monumento a una dea di nome Ricagambeda (apparentemente un nome germanico), mentre erano di stanza a Birrens, in Scozia, come parte della seconda coorte del Civitas Tungrorum. Poiché la moderna Veluwe è a nord del Reno e al di fuori del territorio dei Tungri, il loro prelievo nell'esercito è un caso in cui una tribù germanica è stata reclutata fuori dai confini, oppure si riferisce a un altro Veluwe come il Parco nazionale De Groote Peel tra Eindhoven e Venlo. Il loro nome è stato paragonato al nome Vellaus, il nome di un dio trovato in alcune iscrizioni.
(È stato anche proposto che i Betasii possano aver vissuto vicino a Geetbets, sul confine tra Brabante e Limburgo, ma sembra più probabile che vivessero in una zona più vicina al Reno nella moderna Germania).

Mappa dell'Impero Romano e della Magna Germania all'inizio del 2º secolo

Già durante le guerre galliche di Caesar, tribù di persone germaniche stavano razziando sul Reno, e molti furono infine sistemati lì. Come scrisse Tacito, "Indubbiamente germaniche sono le popolazioni stanziate lungo la riva del Reno: Vangioni, Triboci, Nemeti. Neppure gli Ubii arrossiscono della propria origine, benché abbiano meritato di essere una colonia romana e più volentieri si facciano chiamare Agrippinesi dal nome della fondatrice". Le tribù che menziona sono tutte tribù menzionate anche da Cesare, poiché hanno tentato di attraversare il Reno quando si trovava nella zona.
Gli Ubii erano nel nord, la regione degli Eburones, e divennero il popolo della regione di Colonia e di Bonn durante l'epoca imperiale romana. Le altre tre tribù erano state invasori sul Reno superiore, più vicino alla Svizzera moderna.
L'Impero romano ha proceduto a formare due nuove province cisrenane denominate "Germania" sul lato occidentale del Reno, in stile gallico.
- Germania superiore era la più meridionale delle due province della Germania cisrenana. Aveva la sua capitale Mogontiacum (Magonza) e comprendeva l'area della moderna Alsazia, e l'angolo di Svizzera, Germania e Francia.
- Germania inferiore, correva lungo il basso Reno e aveva la sua capitale sulla frontiera tedesca a Colonia. Comprendeva la moderna Bonn, Neuss, Xanten, Nimega e il delta del Reno-Mosa-Schelda. Lungo il Reno, in Germania Inferiore erano non solo gli Ubii, ma anche altre tribù che avevano attraversato il Reno nell'impero: i Cugerni, ritenuti parte dei Sigambri, e i Batavi, pensavano di discendere dai Catti. L'origine di altri come Marsacii, Frisiavoni, Betasii e Sunuci è meno certa, ma tutti sono pensati per essere germanici. Ad un certo punto la Civitas Tungrorum, il distretto della presunta origine dove i Germani aveva vissuto, divenne parte della Germania Inferiore.

Così le due province romane denominate Germania, entrambe principalmente a ovest del Reno, diedero una forma ufficiale al concetto di germani cisrenani.

## La fine dell'era
Man mano che l'impero cresceva, la pressione delle tribù germaniche che attraversavano il Reno divennero maggiori, specialmente nelle aree più vicine al Reno. La parte settentrionale della Civitas Tungrorum divenne spopolata, e fu poi colonizzata dai Franchi Sali, che si riferirono a questo territorio con il suo vecchio nome di Toxandria. L'area che confina con il Civitas Tungrorum a est, anche lungo il Reno, divenne il territorio dei Franchi Ripuari. Alla fine, l'intera area della vecchia civitas divenne l'area centrale di occupazione dei Franchi Sali. Fu da qui che le loro dinastie merovingia e carolingia procedettero alla conquista di gran parte dell'Europa occidentale.
Come accennato in precedenza, un modo in cui la vecchia civitas sopravvisse fu la sua diocesi cristiana medievale, la diocesi di Liegi, sebbene la sua sede cambiò da Tongeren a Maastricht e in seguito a Liegi. Questa diocesi fu tuttavia ridotta notevolmente nel XVI secolo.
Oltre ai documenti storici come quelli sopra discussi, il vecchio nome dei Tungri sopravvive solo in nomi come Tongeren e Tongerloo.